# Гринфилд (Ајова)
Гринфилд (енгл. Greenfield) град је у америчкој савезној држави Ајова. По попису становништва из 2010. у њему је живело 1.982 становника.

## Демографија
Према попису становништва из 2010. у граду је живело 1.982 становника, што је -147 (-6.9%) становника више него 2000. године.
| Група             | 2000.         | 2010.         |
| Белци             | 2.103 (98,8%) | 1.920 (96,9%) |
| Афроамериканци    | 1 (0,0%)      | 3 (0,2%)      |
| Азијати           | 8 (0,4%)      | 7 (0,4%)      |
| Хиспаноамериканци | 9 (0,4%)      | 44 (2,2%)     |
| Укупно            | 2.129         | 1.982         |